# ناتالي لانكستر
ناتالي تانيا جوانا لانكستر (من مواليد 6 يوليو 1989) هي فارسة إماراتية من أصل بريطاني. كانت ناتالي جزءًا من أول فريق إماراتي لرياضة الفروسية على الإطلاق خلال دورة الألعاب الآسيوية 2022 في هانغتشو بالصين ومثل الإمارات العربية المتحدة في العديد من مسابقات الفروسية الدولية في أوروبا.
في عام 2015 تزوجت من الشيخ راشد بن أحمد آل مكتوم، فارس وأحد أفراد العائلة المالكة في الإمارات العربية المتحدة.
تأهلت ناتالي فارسة المنتخب الوطني الإماراتي، إلى المرحلة النهائية من مسابقة الفردي لرياضة الترويض في الألعاب الآسيوية 2022، ونجحت الفارسة في التأهل ضمن أفضل 15 نتيجة.